# Новые композиторы
Новые композиторы — советская и российская электронная группа, образованная в Ленинграде. Основана в 1983 году Валерием Алаховым и Игорем Веричевым.

## История
Валерий Алахов и Игорь Веричев познакомились в Ленинграде ещё школьниками, а в начале 1980-х годов устраивали дискотеки в ДК «Профтехобразования» (Дворец учащейся молодёжи Санкт-Петербурга), куда их официально устроил знакомый через Ленконцерт.
В 1983 году в студии Малого драматического театра был записан экспериментальный материал, представляющий собой оригинальную компиляцию из различных музыкальных фрагментов, технических шумов, звуков природы и фантастики на тему космоса. Материал лёг в основу дебютного альбома «Космическое пространство».
Очень быстро они вошли во вкус и начали делать композиции не только для нужд театра, но и для собственного удовольствия. Примерно тогда же Алахов и Веричев стали завсегдатаями Ленинградского рок-клуба и пересеклись со многими его участниками, включая Сергея Курёхина, «Кино» и «Аквариум». Затем они вышли на творческую группу «Новые художники», неформальный лидер которых, Тимур Новиков, предложил им название «Новые композиторы».
Они записывали шумы, теле и радиопередачи, резали магнитную ленту на куски, переставляли их местами и смотрели, что получится. Собирали у друзей проигрыватели и магнитофоны, относили туда, где был микшерный пульт, потом включали и сводили. Это было семплирование вручную и напоминало детскую игру. Позже выяснилось, что так работают диджеи, но в те времена об этом никто не задумывался — все искали новое звучание, однако не хватало технических возможностей.
В 1985 году «Новые композиторы» совместно с Сергеем Курёхиным записали экспериментальную пластинку «Insect culture» («Насекомая культура»), вышедшую в 1987 году. Работа была высоко оценена западными авангардистами, в том числе Фрэнком Заппой. В качестве гонорара Джоанна Стингрей привезла Курёхину семплерный синтезатор «Prophet 2000», которым Алахов и Веричев часто пользовались.
В период с 1985 по 1988 год ленинградские электронщики записали следующие альбомы: «Пертенция вербализации» (1985), «Арктика-Антарктика» (1986), «Ветер перемен» (1987), «Контакты третьего рода» (1989) и совместно с музыкантами группы «Кино» — «Start» (1987).
В конце 1980-х годов техно стал популярным жанром, но не было мощных компьютеров и таких стилей как транс, чилаут, а в СССР не организовывались рейвы. Андрей Бурлака пишет, что в известном смысле, «Новые композиторы» были русскими The KLF — за вычетом популярности и эксцентричности последних.
Игорь Веричев также принял участие в создании альбома «Группа крови» группы «Кино» — были использованы его шумы в песне «Прохожий». Хотя сам Виктор Цой считал эту композицию откровенно слабой и проходной.
В 1987 году, после начала разрешения частного предпринимательства, «Новые композиторы» зарегистрировали творческое объединение «Клуб научной фантастики» и работали в Ленинградском планетарии, в Звёздном зале проводили лекции-композиции для детей и взрослых, устраивали вечеринки и ночные техно-дискотеки. Интерьеры планетария и характер музыки подсказали сделать акцент на астрономическую тематику: позже и в Москву пришла мода на советскую космонавтику, которая нашла воплощение в мероприятии «Gagarin Party» на ВДНХ 14 декабря 1991 года. Слова «Я хочу танцевать, я хочу двигать телом» для многих молодых людей в России стали рефреном.
В период 1988—1989 годов дуэт записывал альбом «Именно сегодня именно сейчас». На заглавный трек был снят видеоклип при участии Владимира Мамышева-Монро. Однако из-за смены творческой концепции и отъезда «композиторов» в Великобританию альбом до 2022 года оставался неизданным.
В 1990 году музыканты отправились в Англию, в Ливерпуль, где с помощью продюсера Пита Фулвэта записали сингл «Спутник» («Sputnik of Life»), попавший в британские танцевальные чарты в октябре 1990 года. Затем в тесном сотрудничестве с Георгием Гурьяновым они пригласили диджеев Яниса Крауклиса из Риги, WestBam из Берлина и проект «Low Spirit». Первая вечеринка прошла в январе 1991 года — с организацией было множество проблем, потому что до этого никто не устраивал ленинградских рейвов на официальном уровне.
После распада СССР в Санкт-Петербурге активизировались Великолукская, Малышевская и Тамбовская ОПГ. Сотрудничать с ними не было никакого желания, поэтому в 1992 году «Научная фантастика» покинула планетарий, директор которого Станислав Дудко вскоре умер от сердечного приступа.
В 1992 году Алахов совместно с Бобом Стаутом (под именем «Magnit») издают в Голландии сингл «Танц-танцевать!» (с семплом голоса Кати Голицыной), в 1994 — сингл «White Island» (с семплом голоса Кола Бельды из одноимённой композиции). В 1996 году сотрудничают с медиахудожником Андрюсом Венцлова, который снимает на их музыку четыре музыкальных видео, «Р 10», «Alles Gute Jetzt», «Из Космоса в Космос», «Надежда».
В 1997 году Брайан Ино приехал в Санкт-Петербург, чтобы познакомиться с русской культурой. В результате был записан новый материал для совместного альбома, который вышел в 1999 году под названием «Smart». В 2000 году издана «новая» улучшенная версия, включавшая в себя не вошедшие композиции, кроме того, немного изменён порядок треков.
Компиляция «Я техно отдал всё сполна» уже по названию намекала, что содержание заставит слушателей недоумевать. Хотя пластинка являлась сборником ремиксов на главные хиты Иосифа Кобзона и там не было новых песен, тем не менее, она входит в официальную дискографию по причине того, что продюсером был сын певца, Андрей. Идея заключалась в том, чтобы взять ветерана эстрады на «слабо» и освежить песни, сделав подарок ко дню рождения. Поклонники Кобзона воспринимают альбом только как стёб. Сами же Алахов и Веричев участвовали в треках «Поппури», «На рыбалке» и «Мы память».
К концу 1990-х годов «Новые композиторы» прекратили работать на вечеринках и по ночам в клубах, предпочитая этому серьёзное творчество, хотя в России такое оплачивалось хуже. Тем не менее, их альбомы продолжали выходить, например, в 2003 году увидела свет работа «Sound Roots», где к ним присоединился Гермес Зайготт. Также они сделали ремикс на песню «Воротечки» группы «Иван Купала» в альбоме «Здорово, Кострома» 2000 года. В 2004 году в честь 20-летия «Новых композиторов» лейблом «Ассоциация „Экзотика“» были выпущены новый альбом «Delta Plan», юбилейное переиздание двух эпохальных работ, ранее выходивших лишь за границей — «Astra» и «Advanced Indigo», а также компания Electrus издала альбом «Иное», записанный вместе с Брайном Ино. На сцене с коллективом выступали Андрей Иванов и Александр Донских.
В 2015 году на лейбле «Special Session Recordings» вышел альбом «Start», содержащий архивные записи 1987 года, созданные совместно с музыкантами канонического состава группы «Кино» — Юрием Каспаряном и Георгием Гурьяновым. Издание выпущено на аудиофильском виниле с разворотным конвертом и архивными фотографиями.
В 2016 году свет увидело расширенное издание «START EXPANDED EDITION» на компакт-диске. Издание дополнено 5 треками, два из которых ранее не издавались, а три других являются студийными версиями, исключёнными из альбома. Диск снабжён красочным 12-страничным буклетом с архивными фотографиями и статьёй, посвящённой выходу альбома.
В 2020 году, ко Дню космонавтики, был выпущен клип «A King of Comets» — совместная работа с Kito Jempere (Кириллом Сергеевым).
22 декабря 2020 года состоялся первый онлайн-концерт инструментального проекта Юрия Каспаряна — YK, в основу программы легли две пьесы Георгия Гурьянова — «Доктор Мабузе» из альбома Start группы «Новые композиторы», «Рига», тема из фильма «Игла» и новые произведения.

## Состав
- Валерий Алахов
- Игорь Веричев
- Алексей Кушнаренко

## Дискография

### Студийные альбомы
- New Composers & Boom Generation — Magnitola (1995)
- "Спектр" УМ — 47 М (1995)
- Astra (1996) (2017 — переиздание Expanded Edition)[29]
- Pete Namlook & New Composers — Planetarium (1998)
- Pete Namlook & New Composers — Planetarium 2 (1999)
- New Composers Sp. Guest Brian Eno — Smart (1999) (2015 — переиздание)
- New Composers Sp. Guest Brian Eno — Smart новая версия (2000)
- Astra-II (2000)
- Музыка И Слова (2000)
- New Composers & Bahadur — Indigo (2001)
- Na Mashine (2002)
- New Composers & Hermes Zygott — Sound Roots (2003)
- Teplo (2004)
- Иное (2004)
- Delta Plan (2004)
- Pete Namlook & New Composers — Russian Spring (2005) (2006, 2016 — переиздание)
- Pogoda (2011)
- Boring Music / Скучная музыка (2015) (2017 — переиздание Скучная музыка 2.0 / Boring Music 2.0)[30]
- Новые Композиторы и Кино — Start (2015), (2016, 2017) (запись 1987 года)[31]

### Синглы и мини-альбомы
- Santa Esmeralda / New Composers — DJ Sampler(1990)
- Sputnik Of Life (12", W/Lbl, Sta) (1990)

### Сборники
- Спутник (1994) (2016, 2017, 2021 — переиздание)[32]
- Suda — A Retrospective (1998)
- Именно сегодня! Именно сейчас! (2002) (2022 — переиздание) (запись 1988—1989 годов)
- Расскажи Чайковскому новости. Часть 6 (2002)[33]
- Na Maschine (2023)[34]

### Саундтрек
- Контакты третьего рода (1997)